# Mettupalayam
Mettupalayam es una ciudad y municipio situada en el distrito de Coimbatore en el estado de Tamil Nadu (India). Su población es de 69213 habitantes (2011). Se encuentra a orillas del río Bhavani, a 29 km de Coimbatore.

## Demografía
Según el censo de 2011 la población de Mettupalayam era de 69213 habitantes, de los cuales 34232  eran hombres y 34981 eran mujeres. Mettupalayam tiene una tasa media de alfabetización del 85,52%, superior a la media estatal del 80,09%: la alfabetización masculina es del 90,67%, y la alfabetización femenina del 80,53%.